# تورسکو مو
تورسکو مو (به لاتین: Tursko Małe) یک منطقهٔ مسکونی در لهستان است که در Gmina Połaniec واقع شده‌است.

## خصوصیات
تورسکو مو ۱۶۵٫۵ متر بالاتر از سطح دریا واقع شده‌است.